# Kaczmarek
Kaczmarek – polskie nazwisko pochodzi od staropolskiej nazwy osobowej zawodu Karczmarz (właściciel karczmy), Karczmarek (osoba pracująca w karczmie). Współczesne brzmienie nazwiska powstało na skutek zaniku od XVI wieku pierwszej głoski -r-. W 2009 Polskę zamieszkiwało 60 713 osób o nazwisku Kaczmarek, co daje 18. miejsce wśród najpowszechniej występujących nazwisk w Polsce i 2. miejsce wśród najpopularniejszych nazwisk w Wielkopolsce, którą zamieszkuje 24 185 osób o tym nazwisku, z czego najwięcej – 4 568. zameldowanych jest w Poznaniu.

## Niektóre osoby noszące nazwisko Kaczmarek
- Andrzej Kaczmarek (ur. 1958) – polityk, działacz państwowy
- Czesław Kaczmarek (1895–1963) – polski biskup
- Bogusław Kaczmarek (ur. 1950) – trener piłkarski
- Bogusław Kaczmarek (ur. 1957) – polski polityk, poseł na Sejm II kadencji
- Filip Kaczmarek (ur. 1966) – polityk
- Henryk Kaczmarek – inżynier, polityk
- Jan Kaczmarek (ujednoznacznienie)
- Jane Kaczmarek – amerykańska aktorka
- Janusz Kaczmarek – prokurator, minister spraw wewnętrznych i administracji
- Jerzy Kaczmarek – szermierz
- Jerzy Kaczmarek – bokser
- Karolina Kaczmarek – językoznawczyni
- Lech Kaczmarek – biskup gdański
- Leszek Kaczmarek – biolog
- Łukasz Kaczmarek – polski siatkarz
- Marcin Kaczmarek (ujednoznacznienie)
- Michał Kaczmarek (ujednoznacznienie)
- Natalia Kaczmarek – polska lekkoatletka specjalizująca się w biegu na 400 metrów
- Roman Kaczmarek – archiwista, historyk, badacz przeszłości regionu łódzkiego
- Ryszard Kaczmarek – profesor historii, wykładowca Uniwersytetu Śląskiego
- Sławomir Kaczmarek – bokser
- Tadeusz Kaczmarek – kawaler Krzyża Semper Fidelis
- Tadeusz Wojciech Kaczmarek (1928–2019) – polski działacz polityczny
- Tomasz Kaczmarek (ujednoznacznienie)
- Wanda Kaczmarek (1931–2014) – polska mikrobiolożka
- Wiesław Kaczmarek – poseł KRN i dziennikarz
- Wiesław Kaczmarek – polityk
- Wiesław Kaczmarek – społecznik, Prezes Towarzystwa Opieki nad Zabytkami
- Wojciech Szczęsny Kaczmarek – działacz samorządowy
- Zbigniew Kaczmarek (ur. 1946) – polski sztangista, brązowy medalista olimpijski, wielokrotny medalista mistrzostw świata i Europy.